# Myrcia graciliflora
Myrcia graciliflora är en myrtenväxtart som beskrevs av Paul Antoine Sagot. Myrcia graciliflora ingår i släktet Myrcia och familjen myrtenväxter. Inga underarter finns listade i Catalogue of Life.